# B.B.P.O.
B.B.P.O. (tytuł oryginału: B.P.R.D.) – amerykańska seria komiksowa mieszająca gatunki horroru, science-fiction i fantasy, stworzona przez Mike’a Mignolę, ukazująca się jako miesięcznik od stycznia 2002 do kwietnia 2019 nakładem Dark Horse Comics. Łącznie ukazały się 183 zeszyty. Jest to cykl poboczny innej serii komiksowej autorstwa Mignoli, Hellboy, w której bohaterowie B.B.P.O. pojawili się po raz pierwszy w 1993. Po polsku serię opublikowało wydawnictwo Egmont Polska w formie tomów zbiorczych.

## Treść
Biuro Badań Paranormalnych i Obrony (w skrócie B.B.P.O., w angielskim oryginale B.P.R.D. – Bureau of Paranormal Research and Defense) zostało założone w 1944 roku przez grupę naukowców pod kierunkiem profesora Trevora Bruttenholma. Podstawowym celem była infiltracja nazistowskich i sowieckich środowisk okultystycznych i zapobieganie ich działaniom. Dziś biuro monitoruje i bada nadnaturalne zdarzenia na całym świecie. Hellboy był nieformalnym przywódcą grupy agentów terenowych, złożonej z ludzi i nieludzi, posiadających niezwykłe zdolności. Gdy opuścił biuro, jego przyjaciele: Abe Sapien, Liz Sherman, homunkulus Roger, Johann Krauss i Kate Corrigan nadal badają zjawiska paranormalne.

## Tomy zbiorcze wydane po polsku

### Wydania w miękkiej oprawie
W latach 2003–2009 wydawnictwo Egmont Polska opublikowało po polsku trzy tomy zbiorcze B.B.P.O. w miękkiej oprawie, z których każdy zawiera wczesne, kilkuzeszytowe, zamknięte opowieści.
| Tytuł i rok wydania polskiego            | Tytuł i rok wydania oryginalnego             |
| ---------------------------------------- | -------------------------------------------- |
| 1. Nawiedzona ziemia (2003)              | 1. Hollow Earth & Other Stories (2003)       |
| 2. Dusza Wenecji i inne opowieści (2004) | 2. The Soul of Venice & Other Stories (2002) |
| 3. 1946 (2009)                           | 9. 1946 (2008)                               |

### Wydania w twardej oprawie
W 2017 wydawnictwo Egmont Polska rozpoczęło publikację B.B.P.O. od nowa w formie twardookładkowych tomów odpowiadających amerykańskiemu omnibus edition, czyli wydań gromadzących po kilkanaście lub kilkadziesiąt zeszytów serii. Wznowienie rozpoczęto w innej kolejności niż w amerykańskim oryginale – od tomu piątego 1946–1948. Kolejne tomy ukazują się już zgodnie z oryginalną kolejnością.
| Tytuł i rok wydania polskiego | Tytuł i rok wydania oryginalnego          |
| ----------------------------- | ----------------------------------------- |
| 1946–1948 (2017)              | 1946–1948 (2015)                          |
| Plaga żab tom 1 (2018)        | Plague of Frogs Volume 1 (2011)           |
| Plaga żab tom 2 (2018)        | Plague of Frogs Volume 2 (2011)           |
| Plaga żab tom 3 (2018)        | Plague of Frogs Volume 3 (2012)           |
| Plaga żab tom 4 (2018)        | Plague of Frogs Volume 4 (2012)           |
| Piekło na Ziemi tom 1 (2019)  | Hell on Earth Volume 1 (2017)             |
| Piekło na Ziemi tom 2 (2019)  | Hell on Earth Volume 2 (2018)             |
| Piekło na Ziemi tom 3 (2019)  | Hell on Earth Volume 3 (2018)             |
| Piekło na Ziemi tom 4 (2020)  | Hell on Earth Volume 4 (2019)             |
| Piekło na Ziemi tom 5 (2020)  | Hell on Earth Volume 5 (2019)             |
| Znany diabeł (2021)           | The Devil You Know Omnibus Edition (2021) |